# 1551 en arts plastiques
| Années des arts plastiques : 1548 - 1549 - 1550 - 1551 - 1552 - 1553 - 1554    |
| Décennies des arts plastiques : 1520 - 1530 - 1540 - 1550 - 1560 - 1570 - 1580 |

Cette page concerne l'année 1551 en arts plastiques.

## Œuvres

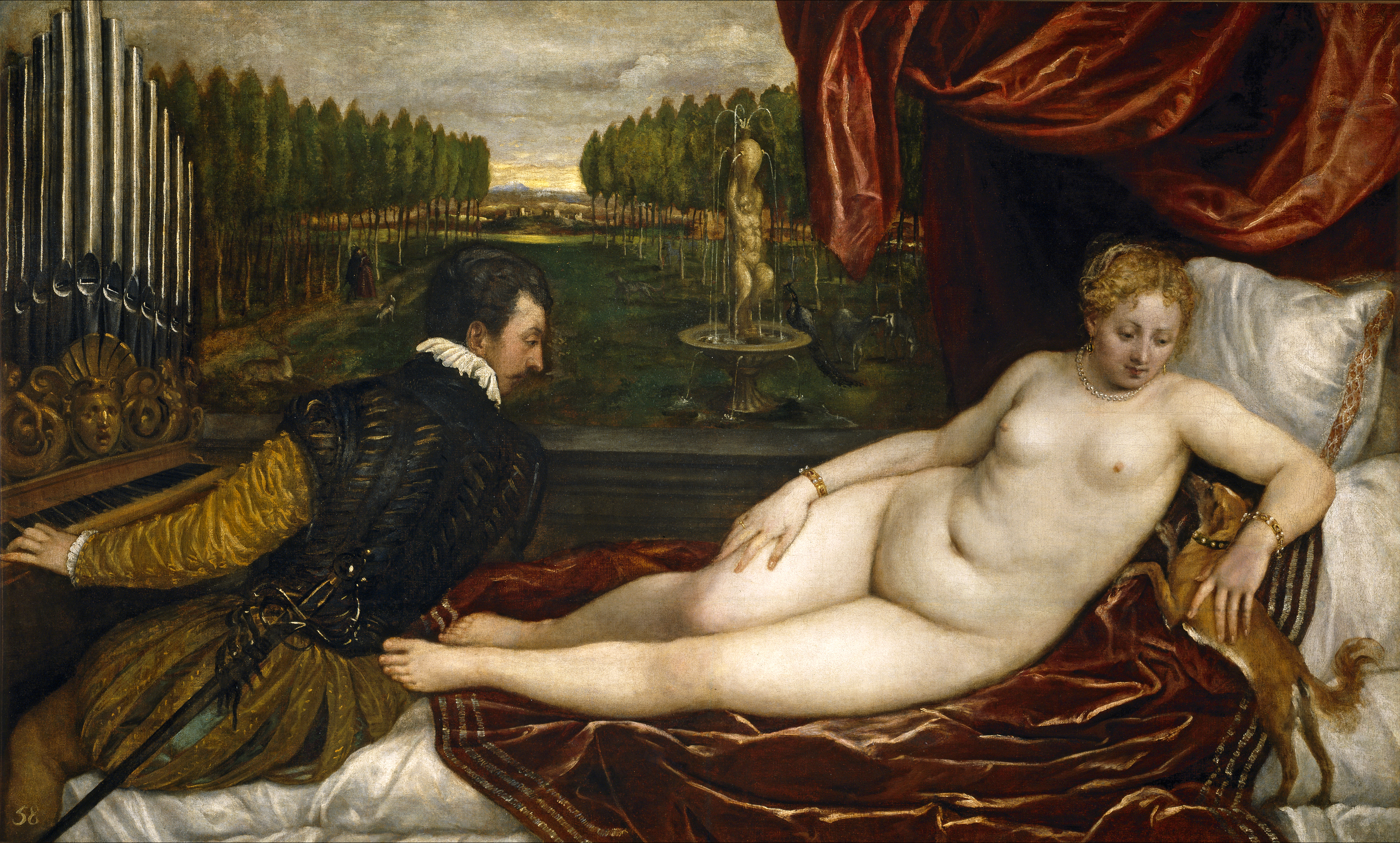
Vénus et un petit chien avec un joueur d'orgue, toile du Titien.

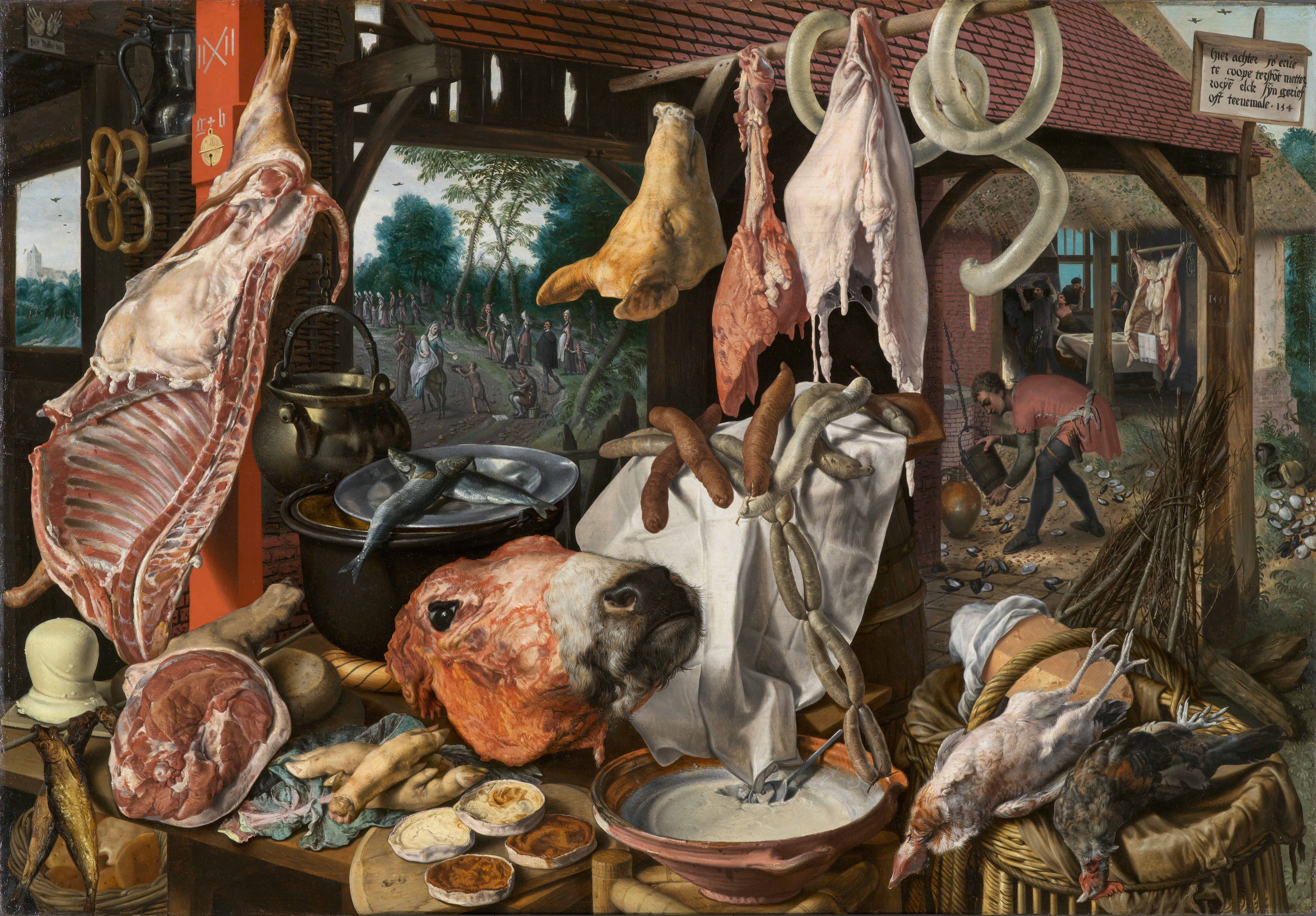
Étal de viande avec la Sainte Famille faisant l'aumône durant la Fuite en Égypte, toile de Pieter Aertsen.

- Découverte de deux statues des petits-fils d'Auguste (Caius et Lucius Caesar) devant le temple de Portunus sur le forum Boarium à Rome[1].

## Naissances
- 9 mars : Alessandro Alberti, peintre italien († 10 juillet 1596),
- 30 avril : Jacopo Chimenti, peintre italien († 30 septembre 1640),
- ? :
  - Wendel Dietterlin, peintre, ornemaniste et graveur germanique († 1599),
  - Camillo Procaccini, peintre italien († 21 août 1629),
  - Francisco Ribalta, peintre espagnol († 14 janvier 1628),
  - Cornelia toe Boecop, peintre néerlandaise († 1629),
  - Tiburzio Vergelli, sculpteur et fondeur italien († 1609),
  - Xing Tong, peintre chinois († ?).

## Décès
- 17 mai : Sin Saimdang, poétesse, peintre et calligraphe coréenne de la période Joseon (° 29 octobre 1504),
- 31 mai : Bastiano da Sangallo, peintre, sculpteur et scénographe italien (° 1481),
- 11 juillet : Girolamo Genga, peintre maniériste et architecte italien (° vers 1476),
- ?
  - Diego de Arroyo, peintre portraitiste, enlumineur et peintre héraldiste espagnol (° 1498),
  - Charles Dorigny, peintre français (° ?).